# Amazone de la Guadeloupe
Amazona violacea
Espèce
Statut de conservation UICN

 EX  : Éteint
L'Amazone de la Guadeloupe (Amazona violacea) est une espèce hypothétique de perroquets endémique de la Guadeloupe, aujourd'hui disparue. Elle n'est reconnue par aucune autorité taxinomique, et il a été suggéré que l'espèce observée était en réalité une population d'Amazone impériale (A. imperialis) de l'île voisine de la Dominique, établie en Guadeloupe.

## Caractéristiques
Cette espèce ressemblait vraisemblablement beaucoup à Amazona imperialis, dont elle partageait l'étonnant plumage violet. D'après les témoignages compilés par Clark (1905), l'espèce aurait été cependant plus grande et aurait le contour de l'œil rouge.
Elle a été décrite par Jean-Baptiste Du Tertre (1654 et 1667), par le père Labat (1722, 1724, 1742) puis par Mathurin Jacques Brisson (1760), avant d'être nommée par Johann Friedrich Gmelin en 1789.

## Écologie et comportement
Il n'existe aucune information certaine sur ses habitats, son alimentation et son comportement.

## Habitat et répartition
Il est probable qu'elle était une espèce forestière.

## Disparition
L'Amazone de la Guadeloupe a disparu, comme les autres perroquets de cette île, au XVIIIe siècle ou peu après. En 1779, Buffon note l'espèce comme très rare, elle est présumée éteinte peu de temps après.
La chasse aurait été la cause de la disparition de l'espèce car il s'agissait selon Jean-Baptiste Du Tertre d'un mets de premier choix.

## Taxinomie
L'espèce n'est reconnue par aucune autorité taxinomique. De plus, il n'existe aucun spécimen conservé. Les descriptions de son plumage ne permettent pas de déterminer s'il s'agissait d'individus d'une espèce distincte ou d'une espèce déjà connue.